# Aerodramus sororum
La salangana de las Célebes (Aerodramus sororum) es una especie de ave apodiforme de la familia Apodidae endémica de las Célebes, Indonesia, aunque algunos autores siguen creyendo que son una subespecie de Aerodramus infuscatus.

## Distribución
Se encuentra en las selvas de las islas indonesias de las Célebes.